# Claas Nectis
Der Claas Nectis war eine Traktoren-Baureihe des Landmaschinenherstellers Claas in Harsewinkel. Haupteinsatzgebiet ist der Wein- und Obstanbau. Hergestellt wurde sie von Carraro Agritalia, ihre Traktoren sind baugleich mit dem Schmalspurtraktoren von Massey-Ferguson, John Deere (mit John Deere Motor) und Carraro Agricube.

## Geschichte
Der Claas Nectis wurde 2004 vorgestellt. Die Produktion wurde 2009 eingestellt, sein Nachfolger ist der Claas Nexos.

## Varianten
| Baureihe     | Motorleistung in kW (PS) ECE R24 | Zylinder | Hubraum in l | Leergewicht in kg                                                                                                |
| ------------ | -------------------------------- | -------- | ------------ | --- |
| Serie NECTIS |                                  |          |              | |
| 217 VE       | 40 (54)                          | 3 Sauger | 3,364        | Ohne Kabine – Hinterradantrieb 2370 – Allradantrieb 2475 Mit Kabine – Hinterradantrieb 2535 – Allradantrieb 2640 |
| 217 VL       | 40 (54)                          | 3 Sauger | 3,364        | Ohne Kabine – Hinterradantrieb 2400 – Allradantrieb 2550 Mit Kabine – Hinterradantrieb 2620 – Allradantrieb 2770 |
| 227 VE       | 49 (66)                          | 3 Turbo  | 3,364        | Ohne Kabine – Hinterradantrieb 2370 – Allradantrieb 2475 Mit Kabine – Hinterradantrieb 2535 – Allradantrieb 2640 |
| 227 VL       | 49 (66)                          | 3 Turbo  | 3,364        | Ohne Kabine – Hinterradantrieb 2400 – Allradantrieb 2550 Mit Kabine – Hinterradantrieb 2620 – Allradantrieb 2770 |
| 227 F        | 49 (66)                          | 3 Turbo  | 3,364        | Ohne Kabine – Hinterradantrieb 2450 – Allradantrieb 2600 Mit Kabine – Hinterradantrieb 2720 – Allradantrieb 2870 |
| 237 VE       | 57 (77)                          | 3 Turbo  | 3,364        | Ohne Kabine – Hinterradantrieb 2370 – Allradantrieb 2475 Mit Kabine – Hinterradantrieb 2535 – Allradantrieb 2640 |
| 237 VL       | 57 (77)                          | 3 Turbo  | 3,364        | Ohne Kabine – Hinterradantrieb 2400 – Allradantrieb 2550 Mit Kabine – Hinterradantrieb 2620 – Allradantrieb 2770 |
| 257 VL       | 65 (88)                          | 4 Turbo  | 4,485        | Ohne Kabine – Hinterradantrieb 2650 – Allradantrieb 2750 Mit Kabine – Hinterradantrieb 2810 – Allradantrieb 2960 |
| 257 F        | 65 (88)                          | 4 Turbo  | 4,485        | Ohne Kabine – Hinterradantrieb 2700 – Allradantrieb 2850 Mit Kabine – Hinterradantrieb 2910 – Allradantrieb 3060 |
| 267 VE       | 73 (99)                          | 4 Turbo  | 4,485        | Ohne Kabine – Hinterradantrieb 2650 – Allradantrieb 2750 Mit Kabine – Hinterradantrieb 2810 – Allradantrieb 2960 |
| 267 F        | 73 (99)                          | 4 Turbo  | 4,485        | Ohne Kabine – Hinterradantrieb 2700 – Allradantrieb 2850 Mit Kabine – Hinterradantrieb 2910 – Allradantrieb 3060 |